# Incidentul de la Banja Luka
Incidentul de la Banja Luka, din 28 februarie 1994, a fost un incident în care șase avioane de atac Soko J-21 Jastreb⁠(d) cu un singur loc aparținând Republicii Srpska au fost atacate, iar patru dintre ele doborâte de avioanele de război NATO ale forțelor aeriene ale Statelor Unite ale Americii. Aeronavele americane F-16 aflate la sud-vest de Banja Luka, Bosnia și Herțegovina au atacat cu succes și au distrus mai multe avioane de război sârbo-bosniace care au bombardat anterior o fabrică bosniacă. Americanii nu au avut victime, dar 3 piloți militari sârbi au fost uciși. A marcat prima acțiune activă de luptă, aer-aer sau de orice fel, din istoria NATO.

## Bombardarea fabricii de la Novi Travnik
În februarie 1994, Escadrila 526 de Luptă, „Cavalerii Negri”, cu sediul la Baza Aeriană Ramstein, Germania, a fost atașată Grupului de Operațiuni 401 (temporar) care opera din Baza Aeriană Aviano, Italia, ca parte a operațiunii NATO Deny Flight. La 28 februarie, un zbor format din două avioane ale escadrilei 526  F-16, „Knight 25” și „Knight 26”, a traversat spațiul aerian croat pentru a efectua un antrenament de sprijin aerian în apropiere de Saraievo, Bosnia, când au detectat șase contacte radar neidentificate în direcția est în zona de interdicție a zborurilor. Aceste contacte nu au fost imediat vizibile pentru aeronavele NATO AWACS care zburau deasupra teritoriului maghiar din cauza distanței și a terenului deluros. După câteva minute, AWACS a reușit să stabilească contactul la sud de Banja Luka la 6:35 AM. Alte două avioane F-16 ale escadrilei 526, Black 03 și Black 04, au fost deplasate în zonă și au interceptat șase avioane J-21 Jastreb⁠(d) și două J-22 Orao⁠(d) care bombardau fabrica militară „Bratstvo” de la Novi Travnik⁠(d).
În conformitate cu regulile de angajare ONU și NATO, ordinele de „aterizare sau de ieșire din zona de interdicție aeriană  sau de abandonare a misiunii” au fost emise de două ori, dar ambele avertismente au fost ignorate. În timp ce au fost emise avertismente, o aeronavo sârbo-bosniacă a aruncat bombe peste ținta sa, care a izbucnit în flăcări. În astfel de circumstanțe, NATO are o „cheie unică”, ceea ce înseamnă că a fost nevoie de o singură autorizare, astfel încât Centrul de Operații Aeriene Combinate a putut imediat să lanseze aeronavele F-16 pentru a ataca.

## Luptă aeriană

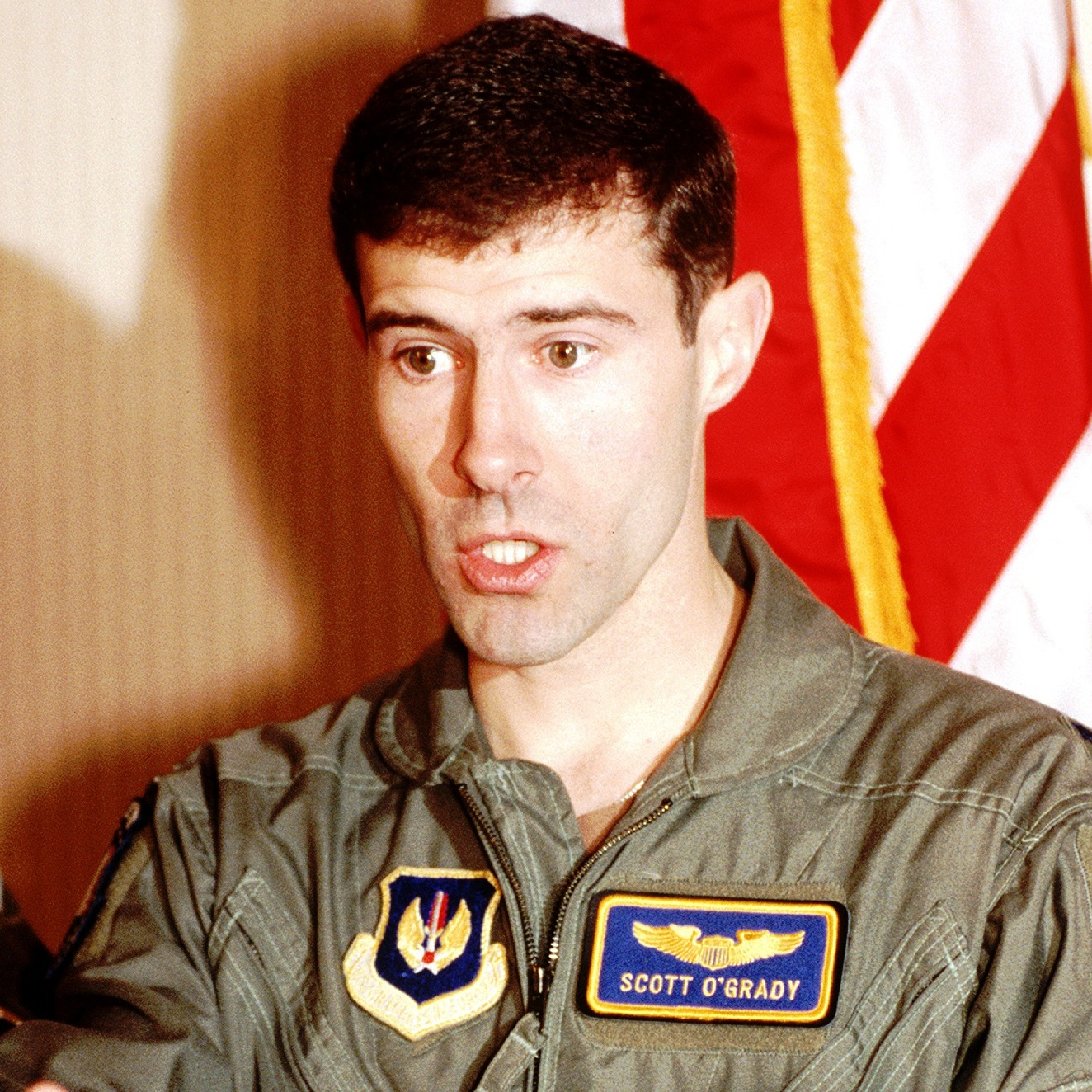
Căpitanul Scott F. O'Grady

Aeronavele Jastreb sârbo-bosniace s-au îndreptat spre nord, înapoi la baza lor. La 6:45 AM, aeronavele NATO și-au atacat adversarii. Căpitanul Robert G. Wright a tras cu o rachetă AIM-120 AMRAAM, doborând primul Jastreb care zbura la 1.500 de metri. Aeronavele Jastreb rămase au coborât la câteva sute de metri, zburând la atitudine joasă pentru a folosi terenul muntos pentru a se ascunde de radar și a scăpa înapoi în Udbina. Căpitanul Wright a continuat, apropiindu-se în raza rachetelor AIM-9 Sidewinder de sârbi. El a atacat două avioane cu rachete Sidewinder care detectează căldura, doborându-le pe amândouă.

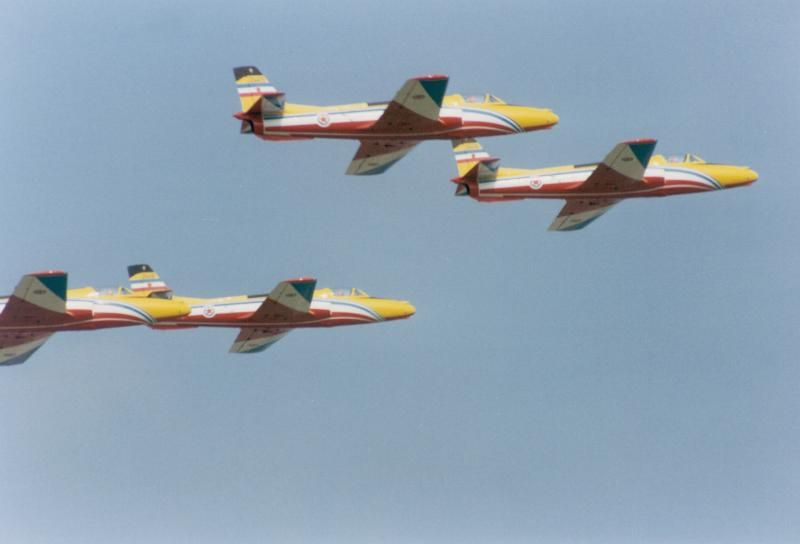
Aeronave de atac ușor SOKO J-21 Leteeć

După ce a rămas fără rachete și aproape fără combustibil, Wright i-a predat urmărirea colegului său, căpitanul Scott O'Grady⁠(d), care îl acoperea de deasupra pe comandantul său de zbor. O'Grady a coborât pentru a ataca și a tras o rachetă AIM-9M; aceasta s-a blocat și o explozie a focosului declanșată de senzorii de siguranță de proximitate a deteriorat grav coada Jastrebului vizat. Cele două avioane F-16 „Black” riscau în acest moment să rămână fără suficient combustibil pentru a se întoarce, așa că s-au oprit pentru a se realimenta de pe un KC-135 Stratotanker care circula pe orbită deasupra Mării Adriatice.
În același timp, cealaltă pereche de F-16C, „Knight 25” și „Knight 26”, au fost ghidate în zonă de către AWACS. La 6:50 AM, „Knight 25”, pilotat de cpt. Steve „Yogi” Allen, a reușit să ajungă în spatele unui singur Jastreb care zbura la o altitudine foarte joasă. A lansat o rachetă Sidewinder, doborând un alt J-21 Jastreb. „Knight 25”  s-a întors greu spre sud, unde „Knight 26”, pilotat de col. John „Jace” Meyer, a  blocat ținta pe radar a unei alte aeronave care fugea spre nord-vest. După un minut de urmărire, contactul radar a fost pierdut și aeronava și-a întrerupt atacul. Cu puțin combustibil rămas, cele două s-au întors la aeronava cisternă aflată pe orbită deasupra Mării Adriatice. După realimentare, au reluat patrularea aeriană de luptă deasupra Bosniei. Două avioane sârbe rămase au reușit să aterizeze la timp, după ce au rămas fără combustibil, la Baza Aeriană Udbina din Republica Sârbă Krajina, acum în Croația.
USAF a confirmat trei ucideri în contul căpitanului Robert Gordon „Wilbur” Wright, care a zburat cu  F-16C-40 #89-2137/RS și a folosit o rachetă AIM-120 AMRAAM și două AIM-9 Sidewinders; și o ucidere cu un AIM-9 Sidewinder în dreptul căpitanului Stephen L. „Yogi” Allen care a zburat cu F-16C-40 #89-2009/RS  al aceleiași unități. Sârbii bosniaci au recunoscut pierderea a cinci avioane în incident; discrepanța provine probabil din faptul că o aeronavă suplimentară s-a prăbușit după ce a fost lovită de explozia rachetei în timp ce încerca să scape în zbor la altitudine joasă.
Această angajament a fost prima acțiune de acest fel în timp de război condusă de forțele NATO de la formarea sa în 1949.

### Urmări
Opt zile mai târziu, la 8 martie, un avion de transport CASA C-212⁠(d) al Forțelor Aeriene Spaniole a fost lovit în coadă de o rachetă SA-7 MANPADS⁠(d) de fabricație sovietică la est de Rijeka, lângă Krajina ocupată de sârbi în timpul unui zbor de la Zagreb la Split. Suprafețele de control ale cozii au fost deteriorate, motorul din stânga s-a defectat și patru pasageri militari (din SUA, Regatul Unit, Franța și Țările de Jos) au fost răniți de schije și așchii. Echipajul a reușit să aterizeze aeronava pe aeroportul din Rijeka, iar tehnicienii spanioli au reușit ulterior să repare avariile aeronavei și să o readucă în funcțiune în 48 de ore.  Incidentul, care, potrivit NATO, a avut loc într-o zonă aflată sub controlul croat,  ar fi putut fi un răspuns sârbo-bosniac la incidentul din 28 februarie  și, deși nu a reușit să identifice un autor, NATO a etichetat incidentul drept o „ provocare”, în timp ce oficialii croați din apărare au dat vina pe „teroriștii sârbi” și au susținut că mai mult de o rachetă a fost trasă asupra aeronavei. 

## Piloții sârbi bosniaci
Piloții sârbi bosniaci implicați în incident au fost:
- Căpitan clasa I Ranko Vukmirović [14] KIA .
- Căpitan clasa I Zvezdan Pešić [14] KIA.
- Căpitan clasa I Goran Zarić [14] ejectat la joasă altitudine, KIA.
- Maior Uroš Studen [14] ejectat lângă Jajce⁠(d), a supraviețuit.
- Căpitan clasa I Zlatko Mikerević [14] ejectat probabil în apropierea satelor Bravsko și Crkveno, 14 kilometri (9 mi) la vest de Ključ, a supraviețuit.
- Căpitan clasa I Zlatan Crnalić [14] a aterizat pe aeroportul Udbina cu J-21 Jastreb Sr.nr. 24275 grav deteriorat; aeronava a reintrat ulterior în serviciu.